# El jardín del amor
El jardín del Amor es un cuadro de Pedro Pablo Rubens conservado en el Museo del Prado. Estuvo instalado en el Real Alcázar de Madrid y posteriormente en el Palacio del Buen Retiro, ambos edificios desaparecidos.
En 1630, Rubens se casó en segundas nupcias con Elena Fourment y a partir de este hecho cambió por completo la vida del pintor que se hizo más alegre y feliz. En ese mismo año o pocos años después (los autores no se ponen de acuerdo) salió de su taller la obra que tituló El jardín del amor, considerada por los críticos como una de las mejores de su producción. Debió ser una obra muy apreciada por Rubens pues no se desprendió de ella hasta el final de su vida. La escena galante que se representa en este lienzo dio pie para una moda que se desarrolló durante todo el siglo XVIII.

## Descripción del cuadro

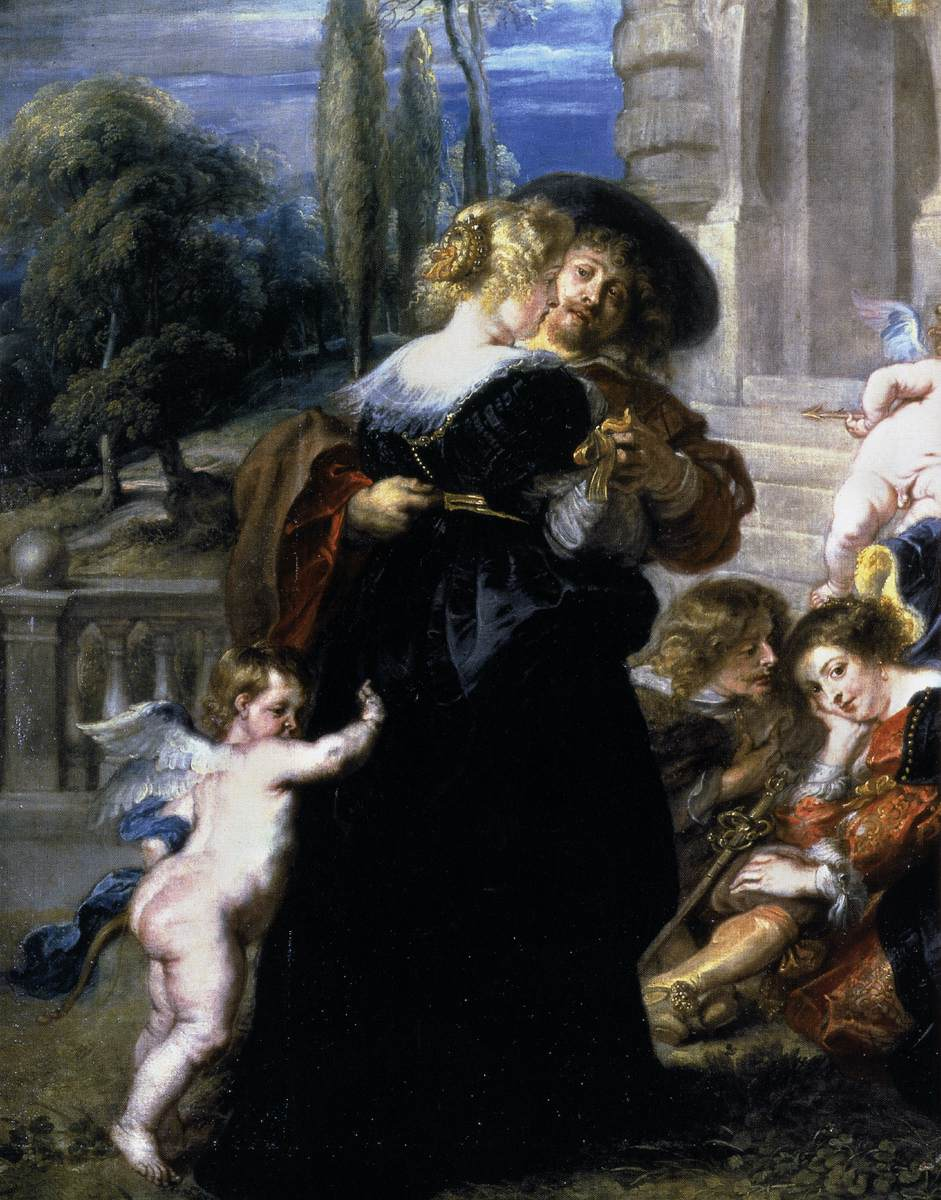
Se detalla a una pareja bailando.

La escena representa una fiesta que se celebra en un parque. El parque es el de la casa del propio Rubens en Amberes, la Rubenshuis. Diversas figuras femeninas y masculinas se encuentran en actitud relajada y satisfecha, unas sentadas y otras de pie, cercanas a una fuente dedicada a la diosa Juno, protectora del matrimonio. A su alrededor revolotean los clásicos amorcillos o putti (término que se da en arte a estas figuras). El papel simbólico de los amorcillos es el del amor y se les suele representar como en este caso, disparando flechas, arrojando flores o portando coronas.
Se cree que con este asunto Rubens trata de hacer un homenaje a su esposa, representando una fiesta conmemorativa. Algunos autores aseguran que el caballero de la izquierda es un autorretrato del autor y la dama que vemos en la parte central, apoyando su brazo sobre otra dama es Elena Fourment, con la que acababa de casarse.

## La obra
La intervención de Rubens en este cuadro se centró casi exclusivamente en las figuras y en las zonas principales. En su taller se llevó a cabo por distintos colaboradores la ejecución del paisaje y algunos otros detalles. Este cuadro es el reflejo de un ambiente social galante que se anticipa en el tiempo. Será en el siglo XVIII cuando tome plenitud este tipo de pintura, sobre todo en los pinceles de Watteau, cuya obra tiene mucha influencia de Rubens.